# Liste der chinesischen Botschafter in Barbados
Die Botschaft der Volksrepublik China befindet sich Golfview Terrace, Golf Club Road 17, Rockley, Christ Church, Barbados.

## Geschichte
Die Botschaft der Republik China befand sich im Dalkeith House, Dalkeith Road, Bridgetown.
Am 30. Mai 1977 nahm die Regierung von Hua Guofeng diplomatische Beziehungen mit der Regierung von John Michael G. Adams auf.
| Ernannt / Akkreditiert | Name            | Hochchinesisch | Bemerkung                                                                                                  | ernannt während der Regierung von | akkreditiert während der Regierung von | Posten verlassen |
| ---------------------- | --------------- | -------------- | --- | --------------------------------- | -------------------------------------- | ---------------- |
| Jan. 1968              | Sun Biqi        | 孙碧奇         | Sūnbìqí (1908–10. Februar 1986) gleichzeitig in Kingston Jamaika akkreditiert.                             | Yen Chia-kan                      | Errol Walton Barrow                    | Juli 1968        |
| Juli 1968              | Yao Shou-chung  | 姚守中         | Yáoshǒuzhōng                                                                                               | Yen Chia-kan                      | Errol Walton Barrow                    |                  |
| Mai 1979               | Wang Tao        | 汪滔           | gleichzeitig in Saint John’s, Antigua und Barbuda akkreditiert                                             | Hua Guofeng                       | John Michael G. Adams                  | Apr. 1984        |
| Sep. 1984              | Li Jie          | 李颉           | gleichzeitig in Saint John’s, Antigua und Barbuda akkreditiert                                             | Zhao Ziyang                       | John Michael G. Adams                  | Mai 1986         |
| Sep. 1986              | Gu Zhifang      | 顾志方         | gleichzeitig in St. George’s, Grenada und Saint John’s, Antigua und Barbuda akkreditiert                   | Zhao Ziyang                       | Errol Walton Barrow                    | Mai 1987         |
| Sep. 1987              | Lu Zongqing     | 陆宗卿         | gleichzeitig in St. George’s, Grenada und Saint John’s, Antigua und Barbuda akkreditiert                   | Zhao Ziyang                       | Lloyd Erskine Sandiford                | Apr. 1990        |
| Sep. 1990              | Zhou Wenzhong   | 周文重         | gleichzeitig in Saint John’s, Antigua und Barbuda akkreditiert 2005–2010: Botschafter in Washington, D.C.  | Li Peng                           | Lloyd Erskine Sandiford                | Okt. 1992        |
| Nov. 1992              | Jiang Chengzong | 江承宗         | gleichzeitig in Saint John’s, Antigua und Barbuda akkreditiert                                             | Li Peng                           | Lloyd Erskine Sandiford                | Nov. 1996        |
| Jan. 1997              | Zhan Daode      | 詹道德         | gleichzeitig in Saint John’s, Antigua und Barbuda akkreditiert 1993–1996 Botschafter in Port Vila, Vanuatu | Li Peng                           | Owen Arthur                            | Jan. 1999        |
| Feb. 1999              | Yangyou Yong    | 杨友勇         | | Zhu Rongji                        | Owen Arthur                            | Okt. 2001        |
| Nov. 2001              | Yang Zhi        | 杨智宽         | | Zhu Rongji                        | Owen Arthur                            | März 2005        |
| Juni 2005              | Liu Huanxing    | 刘焕兴         | | Wen Jiabao                        | Owen Arthur                            | März 2009        |
| Mai 2009               | Qiang Wei       | 魏强           | [ 2 ] | Wen Jiabao                        | David Thompson                         | 2. Feb. 2012     |
| 19. Apr. 2012          | Xu Hong         |                | (* November 1963)                                                                                          | Wen Jiabao                        | David Thompson                         |                  |

Quelle: